# カシオペヤ座A
- カシオペヤ座A
- カシオペア座A

カシオペヤ座A（カシオペヤざA、Cassiopeia A 、Cas A）はカシオペヤ座にある超新星残骸で、太陽系外の電波源としては全天で最も電波強度が強い天体である。その強度は 1 GHzの波長域で 2,720 Jyに達する。この天体を作った超新星爆発は地球から約11,000光年（約3.4 kpc）離れた銀河系内で起こった。この爆発の後に残された放出物質からなる雲は現在も膨張を続けて直径約10光年に達しており、条件の良い空では肉眼でもかすかに見ることができる。
カシオペヤ座Aは超新星爆発から約300年が経っていると考えられているが、この超新星の観測記録は歴史上のどの記録にも全く残っていない。これはおそらく星間塵によって超新星の可視光の放射が地球に達する前に吸収されてしまったせいだと考えられている。この原因としては、この超新星爆発を起こした恒星が非常に質量が大きかったために、爆発以前の段階で星の外層の大部分を周囲に放出していたとする可能性が考えられている。すなわち、星の外へ放出された外層の物質が星本体を覆い隠し、超新星爆発で放出された光の大部分を再吸収したために地球からは見えなかったとするものである。
カシオペヤ座Aはケンブリッジ電波源カタログ第3版（3Cカタログ）では 3C 461、またグリーン超新星残骸カタログでは G 111.7-2.1 という番号で記載されている。
この超新星残骸の膨張殻は約3,000万Kの温度を持ち、4,000km/sという速度で膨張を続けている。
カシオペヤ座Aは我々の太陽系外の天体としては全天で最も強い電波源で、1947年に初めて単独の電波源として発見された。この電波源の可視光での対応天体は1950年に同定された。1979年にヨシフ・シクロフスキーはカシオペヤ座Aにはブラックホールが存在すると予言した 。1999年、チャンドラX線天文台はこの超新星残骸の中心付近に「高温の点状光源」を発見した。この天体はそれまで存在が予言されていたものの見つかっていなかった中性子星あるいはブラックホールに非常によく類似している 。
現在のカシオペヤ座Aの膨張速度の観測データから逆算すると、この天体を作った超新星爆発は1667年前後に観測されたと推定されている。一方、ウィリアム・アッシュワース他の天文学者は、ジョン・フラムスティードが1680年8月16日にこの超新星残骸の位置の近くに「カシオペヤ座3番星」という星を観測して記載していることから、彼はこの超新星残骸を偶然観測し、誤って普通の恒星として自分の星表に記載したのではないか、と示唆している。ともあれこれ以降地球から肉眼で見られる超新星は我々の銀河系内では観測されていない。

## ギャラリー

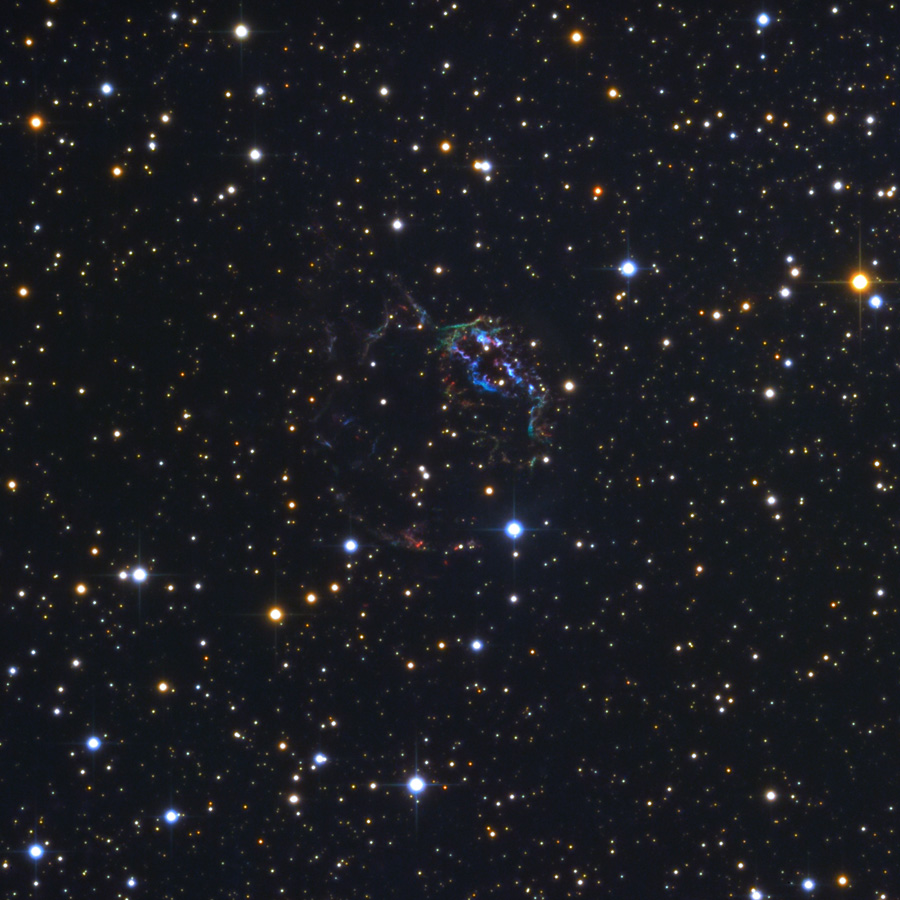
レモン山天文台の24インチリッチー・クレチアン式望遠鏡で撮影されたカシオペア座A
ハッブル宇宙望遠鏡で撮影されたカシオペア座A
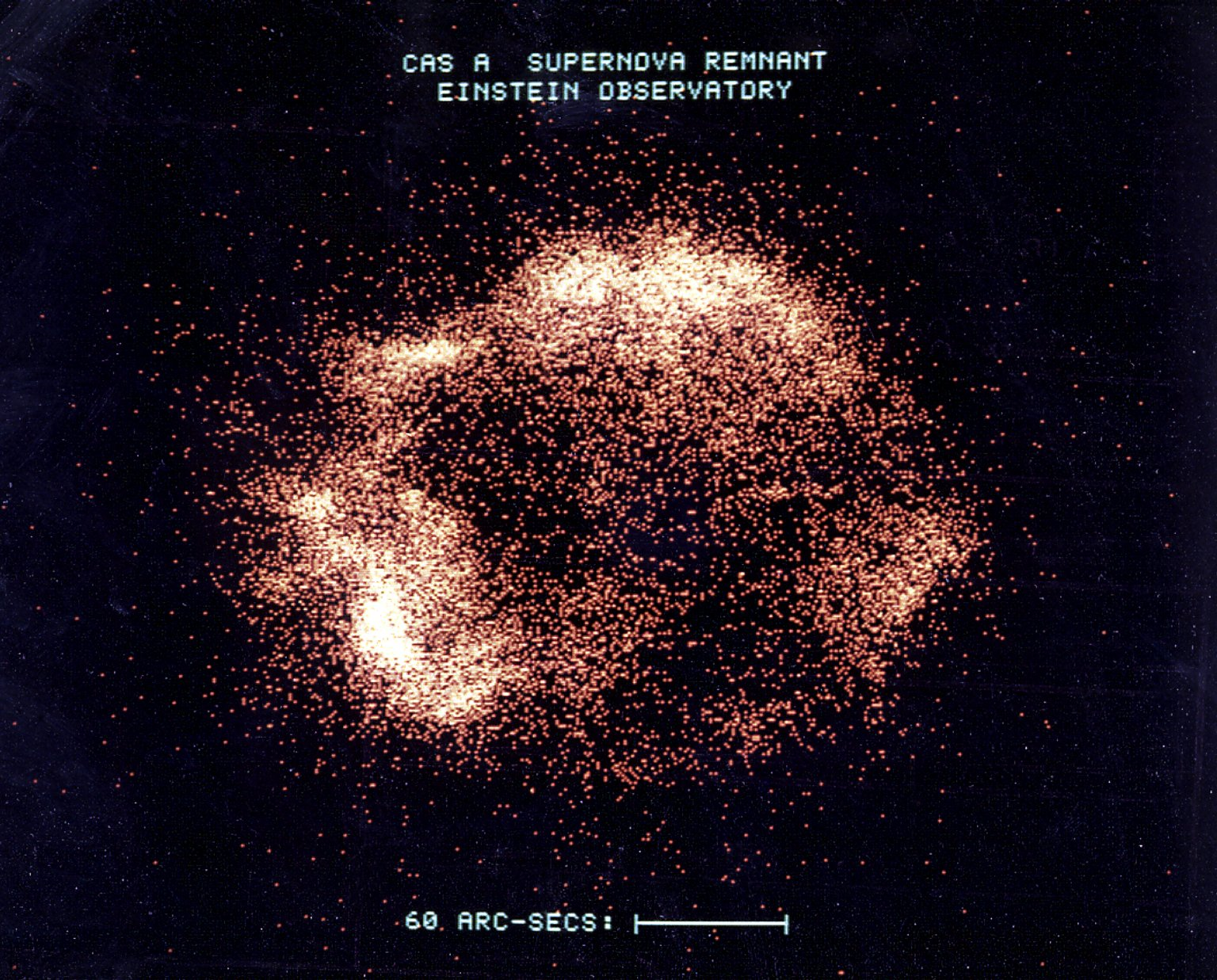
HEAO-2で撮影されたX線画像
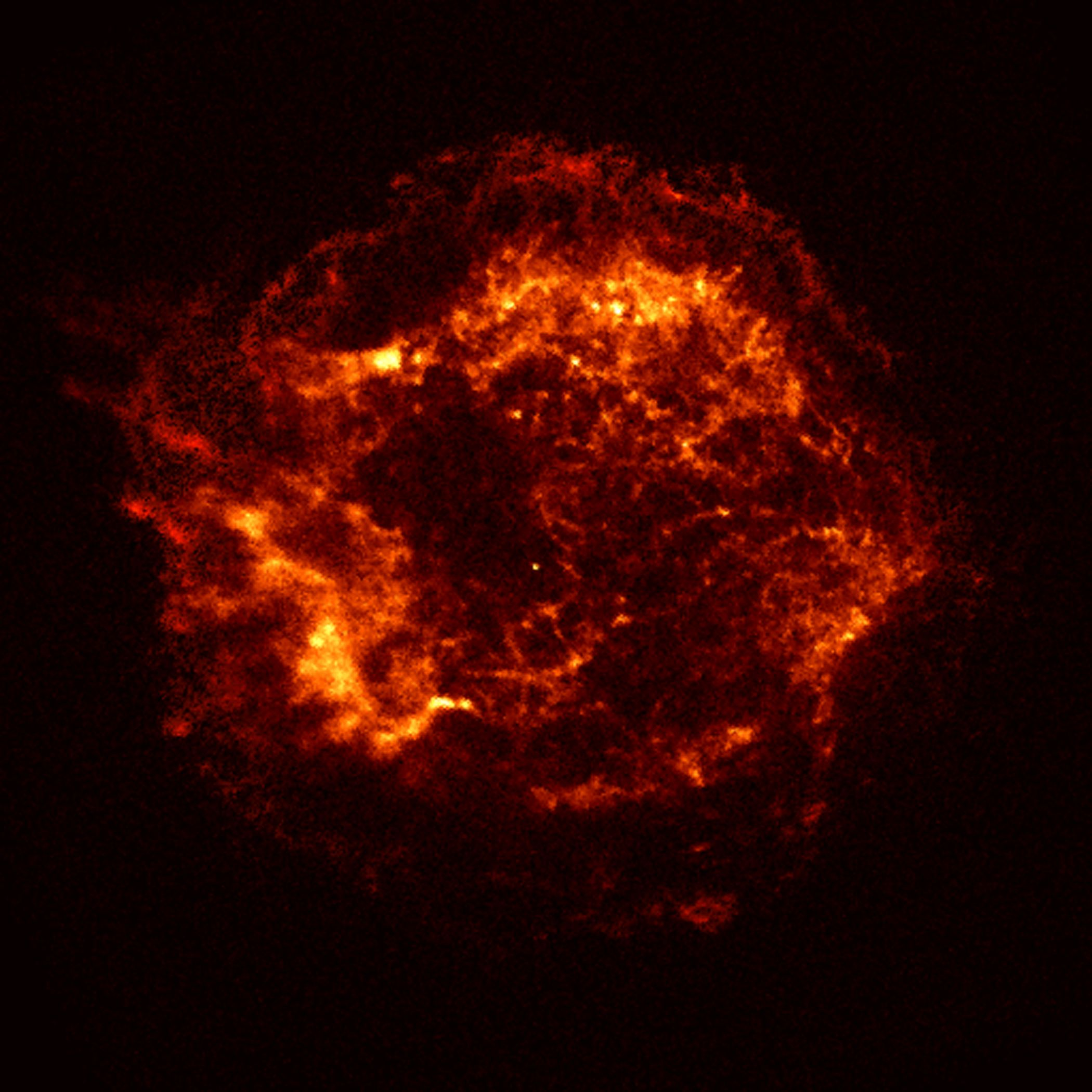
チャンドラのファーストライトで撮影されたカシオペア座A
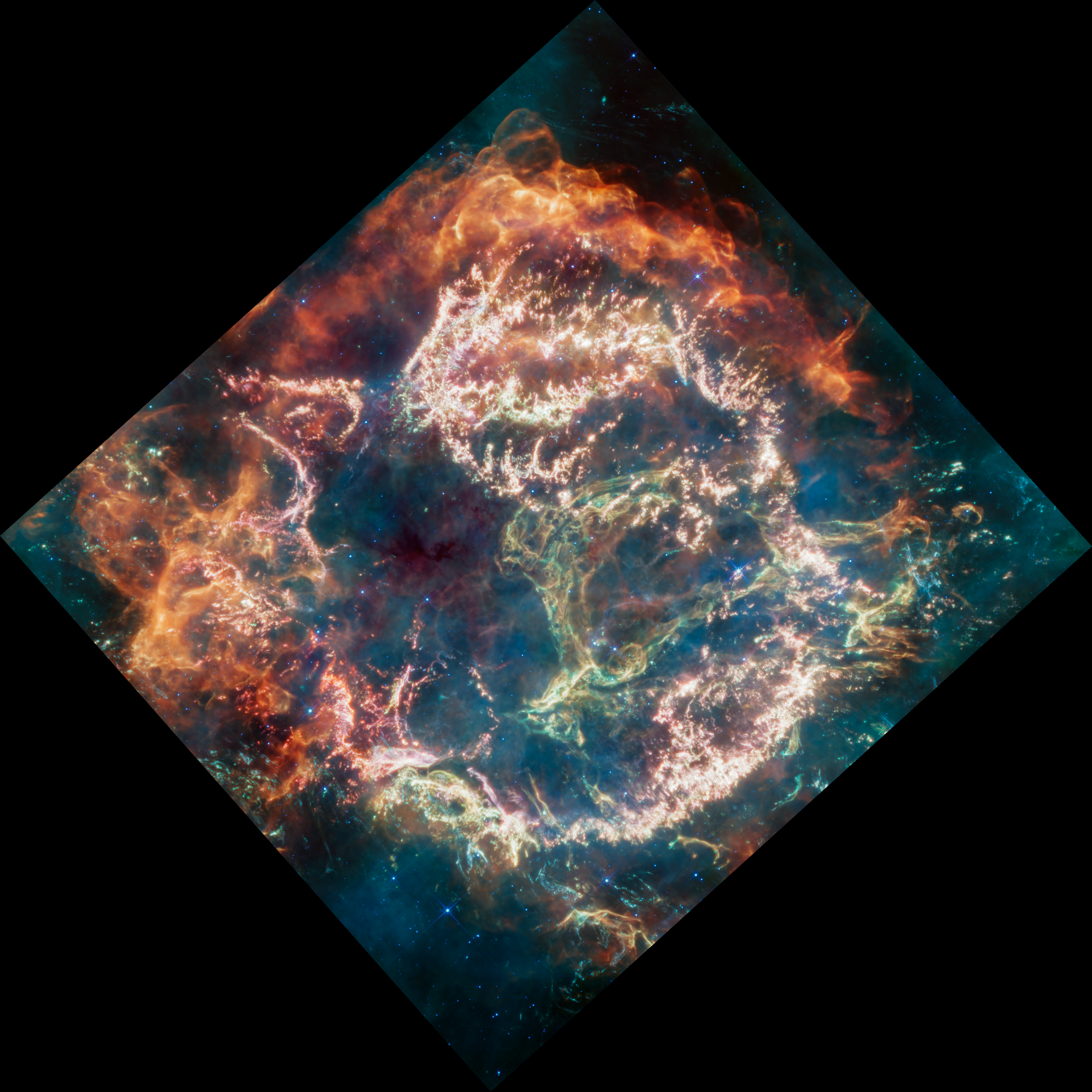
ジェイムズ・ウェッブ宇宙望遠鏡のMIRIで撮影されたカシオペア座A
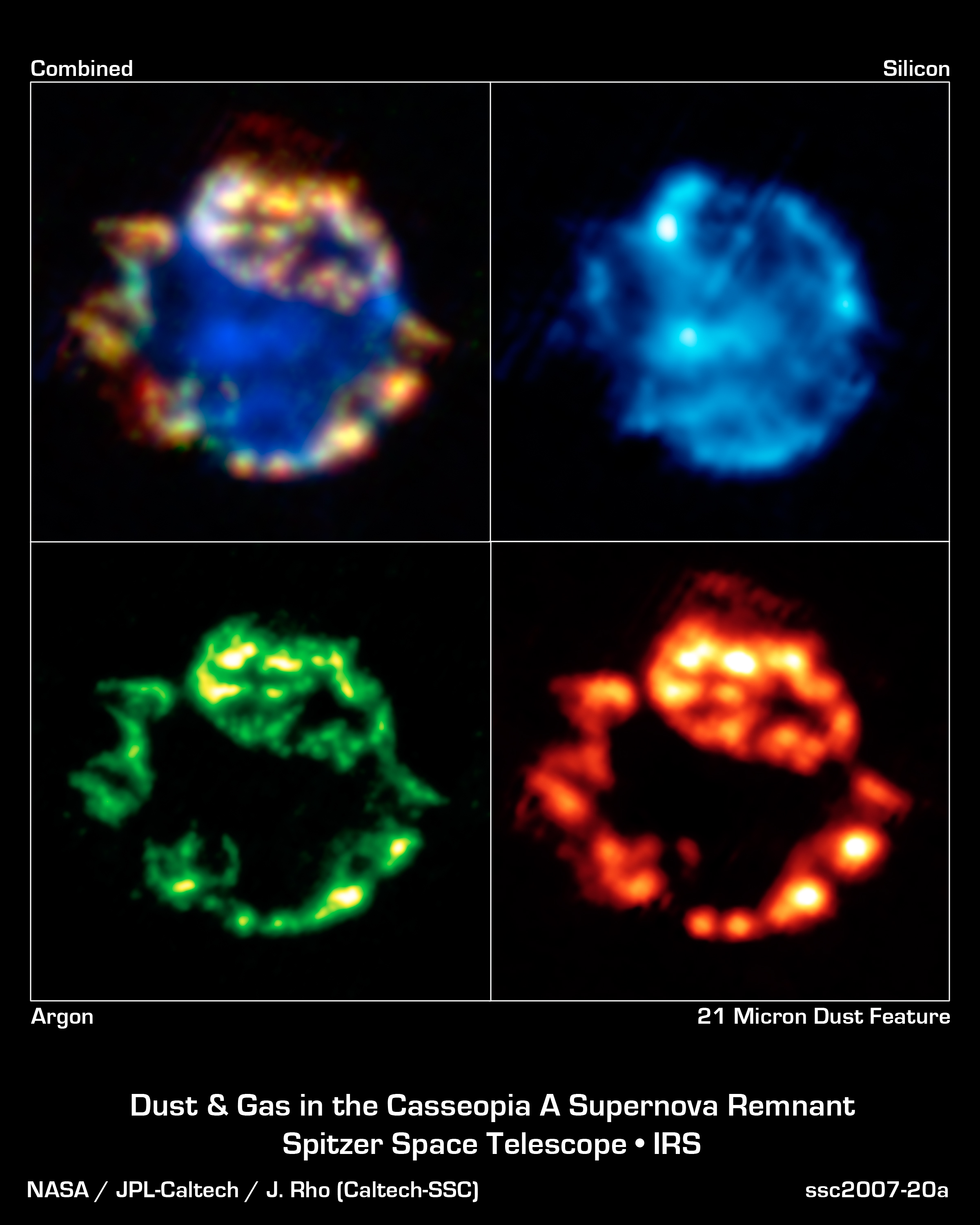
スピッツァー宇宙望遠鏡で撮影された元素要素とチリの比較画像
ジェイムズ・ウェッブ宇宙望遠鏡のNIRCamで撮影されたカシオペヤ座A